# Il fascino del delitto
Il fascino del delitto (Série noire) è un film del 1979 diretto da Alain Corneau.